# 埃塞尔雷德 (麦西亚人的领主)

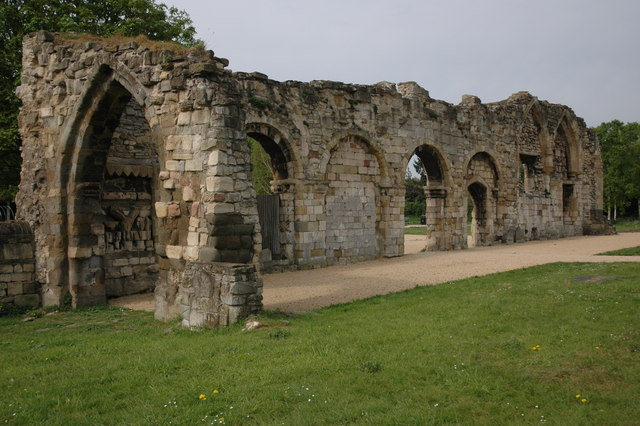
格洛斯特圣奥斯瓦尔德修道院的废墟，埃塞尔雷德和妻子埃塞尔弗莱德葬于此处。

麦西亚人的领主埃塞尔雷德（？—911年）是一个麦西亚君主。
879年，麦西亚王国最后一位本土国王切奥尔伍尔夫二世去世，不久，埃塞尔雷德成为麦西亚的统治者。关于他是否称王，历史学界仍有争议。他的统治只局限于麦西亚的西半部，因为东半部已被纳入维京人的丹麦法区。埃塞尔雷德的祖先不可考。他可能是881年的一次不成功的入侵威尔士行动的麦西亚人领袖。在那次行动后不久，他被威塞克斯国王阿尔弗雷德大帝认可为麦西亚统治者。这一联盟通过埃塞尔雷德和阿尔弗雷德大帝的女儿埃塞尔弗莱德的婚姻得以加强。